# Please Please Me
Please Please Me — дебютний студійний альбом британського гурту «The Beatles», представлений 22 березня 1963 року на лейблі Parlophone. У 2012 році платівка посіла 39 місце у «Списку 500 найкращих альбомів усіх часів за версією журналу Rolling Stone». У британському хіт-параді альбом протримався на 1 місці 30 тижнів (CD-версія досягла 32 місця у 1987 році).

## Про альбом
Альбом записаний 11 лютого 1963 року, тобто всього за один день. На той час гурт існував вже два роки й за цей час встиг дати безліч концертів у різних клубах Ліверпуля і Гамбурга, тому матеріалу для першого альбому було більш ніж достатньо. Приблизно половину пісень цієї платівки було написано Джоном Ленноном і Полом Маккартні, що було безпрецедентно для поп-гуртів того часу.
Найбільш успішною стала заголовна пісня «Please Please Me», що вийшла як сингл і стала першою піснею Бітлз, що очолила британський хіт-парад. Також дуже популярними були «I Saw Her Standing There» і «Love Me Do».

## Список композицій

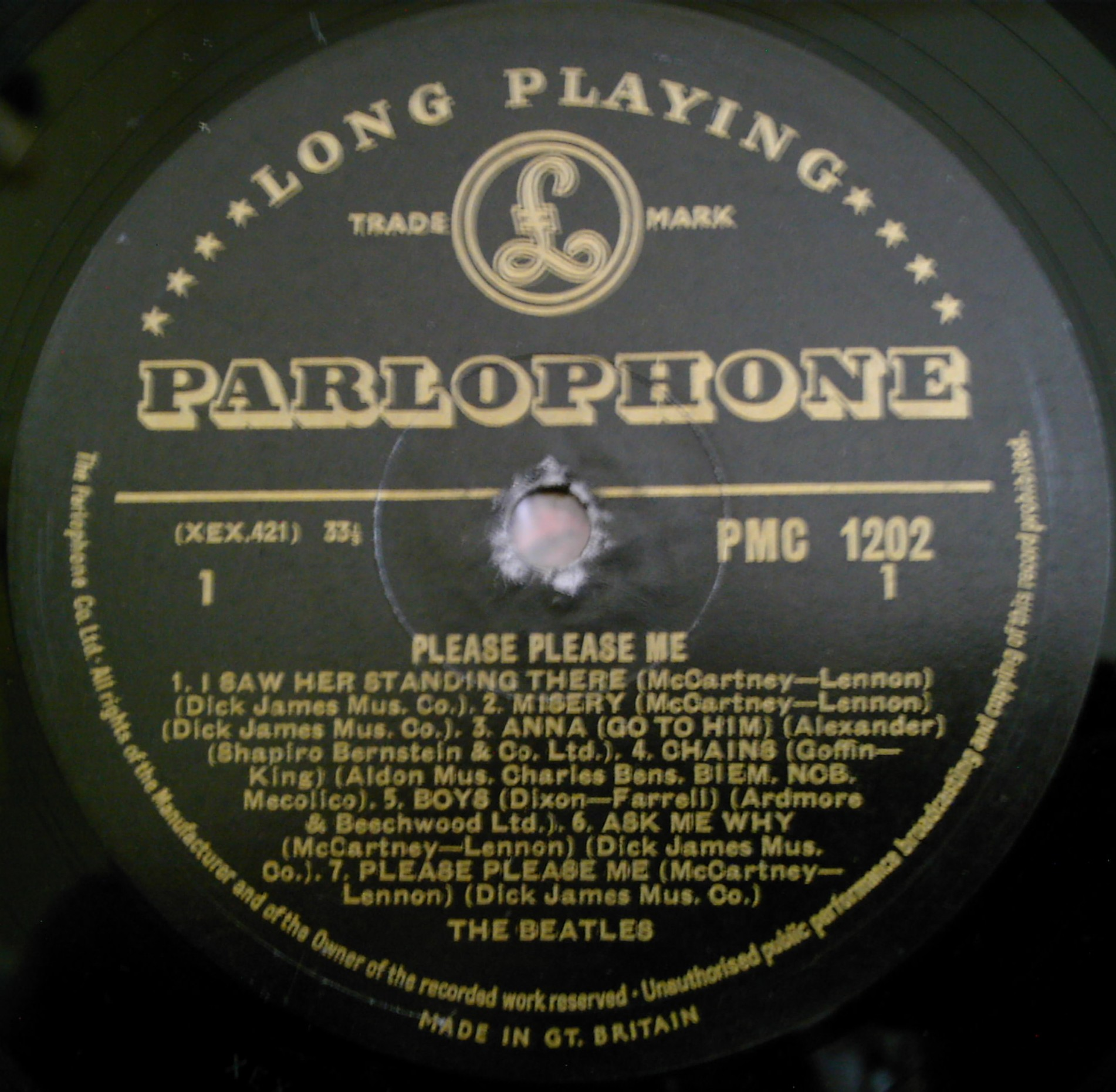
Перша сторона вінілової платівки 1963 року видання

Автор музики і слів Леннон — Маккартні (якщо не зазначено інше). 
| Сторона 1 | Сторона 1                             | Сторона 1                | Сторона 1  |
| #         | Назва                                 | Вокал                    | Тривалість |
| --------- | ------------------------------------- | ------------------------ | ---------- |
| 1.        | «I Saw Her Standing There»            | Пол Маккартні            | 2:55       |
| 2.        | «Misery»                              | Джон Леннон із Маккартні | 1:49       |
| 3.        | «Anna (Go To Him)» (Артур Александер) | Леннон                   | 2:55       |
| 4.        | «Chains» (Джеррі Гоффін, Керол Кінг)  | Джордж Харрісон          | 2:23       |
| 5.        | «Boys» (Лютер Діксон, Вес Фарелл)     | Рінго Старр              | 2:24       |
| 6.        | «Ask Me Why»                          | Леннон                   | 2:24       |
| 7.        | «Please Please Me»                    | Леннон і Маккартні       | 2:00       |

| Сторона 2 | Сторона 2                                                | Сторона 2            | Сторона 2  |
| #         | Назва                                                    | Вокал                | Тривалість |
| --------- | -------------------------------------------------------- | -------------------- | ---------- |
| 1.        | «Love Me Do»                                             | Маккартні і Леннонон | 2:23       |
| 2.        | «P.S. I Love You»                                        | Маккартні            | 2:04       |
| 3.        | «Baby It's You» (Берт Бакарак, Мак Девід, Барні Вільямс) | Леннон               | 2:40       |
| 4.        | «Do You Want to Know a Secret»                           | Джордж Харрісон      | 1:56       |
| 5.        | «A Taste of Honey» (Боббі Скотт, Рік Марлоу)             | Маккартні            | 2:03       |
| 6.        | «There's a Place»                                        | Леннон і Маккартні   | 1:51       |
| 7.        | «Twist And Shout» (Філ Медлі, Берт Рассел)               | Леннон               | 2:32       |